# Saint-George
Saint-George ist eine politische Gemeinde im Distrikt Nyon des Kantons Waadt in der Schweiz.

## Geographie
Saint-George liegt auf 936 m ü. M., 15 km nördlich des Bezirkhauptortes Nyon (Luftlinie). Das Dorf erstreckt sich im Quellgebiet der Saubrette, am Jurasüdhang, am Fuss des Crêt de la Neuve.

Luftbild (1964)

Die Fläche des 12,3 km² grossen Gemeindegebiets umfasst einen Abschnitt des Waadtländer Juras im Bereich der Quellbäche der Saubrette, die das Gebiet zur Aubonne entwässert. Der südliche Gemeindeteil wird vom Saubrette-Tal, der Höhe am Jurafuss und dem Mont Chaubert (1090 m ü. M.) eingenommen. Nach Norden erstreckt sich der Gemeindeboden über das dicht bewaldete Gebiet von Les Mossières und La Charbonnière bis auf die Antiklinale der Mont-Tendre-Kette. Südlich des Col du Marchairuz wird mit 1450 m ü. M. der höchste Punkt von Saint-George erreicht. Einzige grössere Waldlichtung auf dem Jurakamm ist die Weide Pré de Rolle. Von der Gemeindefläche entfielen 1997 5 % auf Siedlungen, 76 % auf Wald und Gehölze und 19 % auf Landwirtschaft.
Zu Saint-George gehören die Häuser von Maison Neuve (930 m ü. M.) südlich an das Dorf anschliessend, einige Einfamilien- und Ferienhausquartiere am Hang des Mont Chaubert sowie einige Einzelhöfe. Die Nachbargemeinden von Saint-George sind im Nordosten und Osten Gimel, im Süden und Südwesten Longirod und im Nordwesten Le Chenit.

## Bevölkerung
Mit 1060 Einwohnern (Stand 31. Dezember 2023) gehört Saint-George zu den kleineren Gemeinden des Kantons Waadt. Von den Bewohnern sind 86,6 % französischsprachig, 7,0 % deutschsprachig und 3,2 % englischsprachig (Stand 2000). Die Bevölkerungszahl von Saint-George belief sich 1900 auf 380 Einwohner. Nachdem die Bevölkerung bis 1960 auf 238 Einwohner abgenommen hatte, wurde seither eine rasche Bevölkerungszunahme mit fast einer Verdreifachung der Einwohnerzahl innerhalb von 40 Jahren verzeichnet.

## Wirtschaft
Saint-George war bis Mitte des 20. Jahrhunderts ein vorwiegend durch die Landwirtschaft geprägtes Dorf. Noch heute spielt die Landwirtschaft als Erwerbszweig der Bevölkerung eine wichtige Rolle, wobei Viehzucht und Milchwirtschaft gegenüber dem Ackerbau dominieren. Weitere Arbeitsplätze sind im lokalen Kleingewerbe und vor allem im Dienstleistungssektor vorhanden. In Saint-George befindet sich der Sitz der Fondation pour la sauvegarde du patrimoine artisanal (Stiftung zum Schutz des handwerklichen Kulturgutes). In den letzten Jahrzehnten hat sich das Dorf dank seiner attraktiven Lage zu einer Wohngemeinde entwickelt. Viele Erwerbstätige sind deshalb Wegpendler, die in den grösseren Orten entlang des Genfersees ihrer Arbeit nachgehen.

### Tourismus
Saint-George ist ein Erholungsort mit zahlreichen Ferien- und Wochenendhäusern. Am Jurahang oberhalb des Dorfes sind im Winter zwei Skilifte in Betrieb.

## Verkehr
Die Gemeinde ist verkehrstechnisch gut erschlossen. Sie liegt an der Hauptstrasse, die von Aubonne via Gimel über den Col du Marchairuz in das Vallée de Joux führt. Auch von Gland ist Saint-George gut erreichbar. Durch einen Postautokurs ist der Ort mit Nyon verbunden.

## Geschichte
Die erste urkundliche Erwähnung des Ortes erfolgte 1153 unter dem Namen Sancti-Georgii in Essartinis. Das Dorf geht auf ein kleines Benediktinerpriorat zurück, das unter der Obhut des Priorats Saint-Jean bei Genf stand. Mit der Eroberung der Waadt durch Bern im Jahr 1536 wurde das Priorat säkularisiert, und Saint-George kam unter die Verwaltung der Vogtei Morges. Nach dem Zusammenbruch des Ancien Régime gehörte das Dorf von 1798 bis 1803 während der Helvetik zum Kanton Léman, der anschliessend mit der Inkraftsetzung der Mediationsverfassung im Kanton Waadt aufging. 1798 wurde es dem Bezirk Aubonne zugeteilt.
Die Sperrstelle Saint-George wurde während des Zweiten Weltkriegs gebaut und gilt als militärisches Denkmal von regionaler Bedeutung.

## Sehenswürdigkeiten
Die Kirche von Saint-George wurde bereits 1153 erstmals erwähnt. Der Bau erfuhr seither zahlreiche Umbauten und Renovationen.